# Scott S. Sheppard
Scott Sander Sheppard (* 1977) je americký astronom oddělení pozemského magnetismu Carnegieho vědního institutu (Carnegie Institution for Science). Začínal jako absolvent institutu astronomie na Havajské univerzitě. Je objevitel mnoha malých měsíců planet Jupiter, Saturn, Uran a Neptun. Je také objevitelem Neptunova trójana 2004 UP10 a několika objektů Kuiperova pásu, Kentaurů a asteroidů v blízkosti Země.
Mezi pojmenované měsíce, které objevil, patří:
Jupiter
- Themisto (2000), poprvé objeven Charlesem Kowalem v roce 1975
- Harpalyke (2000)
- Praxidike (2000)
- Chaldei (2000)
- Isonoe (2000)
- Erinome (2000)
- Taygeta (2000)
- Kalyke (2000)
- Megaclite (2000)
- Iocaste (2000)
- Dia (2000)
- Euporie (2001)
- OrthosS (2001)
- Euanthe (2001)
- Thyone (2001)
- Hermippe (2001)
- Pasithee (2001)
- Aitne (2001)
- Eurydome (2001)
- Autonoom (2001)
- Sponda (2001)
- Kale (2001)
- Arche (2002)
- Eukelade (2003)
- Helika (2003)
- Aoede (2003)
- Hegemone (2003)
- Kallichore (2003)
- Cyllene (2003)
- Mneme (2003)
- Thelxinoe (2003)
- Carpo (2003)
- Kore (2003)
- Herse (2003)
- S/2003 J 2 (2003)
- S/2003 J 3 (2003)
- S/2003 J 4 (2003)
- S/2003 J 5 (2003)
- S/2003 J 9 (2003)
- S/2003 J 10 (2003)
- S/2003 J 12 (2003)
- S/2003 J 15 (2003)
- S/2003 J 16 (2003)
- S/2003 J 18 (2003)
- S/2003 J 19 (2003)
- S/2003 J 23 (2003)
- S/2011 J 1 (2011)
- S/2011 J 2 (2011)

Saturn
- Narva (2003)
- Fornjot (2004)
- Farbauti (2004)
- Aegir (2004)
- Bebhionn (2004)
- Hati (2004)
- Bergelmir (2004)
- Fenrir (2004)
- Bestla (2004)
- Hyrrokkin (2004)
- Kari (2004)
- Loge (2006)
- Surtur (2006)
- Skoll (2006)
- Greipel (2006)
- Jarnsaxa (2006)
- S/2006 S 1 (2006)
- S/2006 S 3 (2006)
- Tarqeq (2007)
- S/2007 S 2 (2007)
- S/2007 S 3 (2007)

Uran
- Margaret (2003)

Neptun
- Psamathe (2003)